# 激流 (柴田よしき)
『激流』（げきりゅう）は、柴田よしきによる日本の小説。
『問題小説』2003年5月号から2005年9月号に連載されたものを大幅に加筆・訂正した上で刊行された。

## 書籍情報
- 単行本：徳間書店、2005年10月31日発行、ISBN 978-4-19-862079-0
- 文庫：徳間文庫、2009年3月6日発行、[上]ISBN 978-4-19-892943-5、[下]ISBN 978-4-19-892944-2

## あらすじ
学級崩壊寸前だったK中学3年A組の中でも、2班はまだまとまっている方だった。しかし京都での修学旅行での班別の自由行動中、バスに乗り込んだ時には確かに7人いたにもかかわらず、一人の少女がバスから忽然と姿を消した。同じバスに乗っていた同じ班のクラスメイトたちは、彼女・小野寺冬葉がいなくなったことにしばらくして気が付き、引率の教師らに連絡する。突然の単独行動に驚き戸惑いつつも、いずれ宿に戻ってくるだろうと楽観視した他のメンバー達。しかし警察の捜索でも見つからず、思春期という多感な時期ということもあり、悩みを抱えた冬葉の自発的な家出ではとの大方の見方をよそに、冬葉はその日、戻って来なかった。そして東京にも学校にも家にも戻って来なかった。その日以来、冬葉の姿を見た者は誰もいない。同じ班だった三隅圭子、秋芳美弥、御堂原貴子、東萩耕司、鯖島豊、長門悠樹ら6人は冬葉をいじめていたのではないかと学校中から白い目で見られ、マスコミにもあらぬ噂を書き立てられ、辛い思いをさせられた。
20年の時が過ぎ、あの時のメンバーは35歳となっていた。歌手や小説家として人気を得ながらも薬物に手を出してしまい落ちぶれていた秋芳美弥は、自身の小説が原作の映画の主演と主題歌担当という再起をかけた一大プロジェクトのために動き始めていた。誰からも美人と憧れられていた御堂原貴子は、ごく平凡なサラリーマンと結婚し家庭に入っていたが、夫がリストラされ、ローンの支払いや娘の学費に困り、主婦売春に手を染めていた。出版社で文芸雑誌の副編集長を務める井上圭子（旧姓：三隅）は、浮気をした夫との離婚調停が暗礁に乗り上げていた。東大を卒業し一流電機メーカーに就職した鯖島豊は、社内の派閥争いの影響で出世コースを外れ冷や飯を食わされていた。各々の人生を歩み、会うこともなかった6人だったが、美弥と貴子の元に「わたしを憶えていますか？    冬葉」というメールが届いた。冬葉は生きているのか？だとしたら、今頃になって何のためにこんなメールを送ってくるのか？バラバラだったあの時のメンバーが、再び連絡を取り合って集結し、運命という名の激流が再び流れ始める。

## 登場人物

### 主要人物（墨田区K中学3年A組2班）
井上 圭子（いのうえ けいこ）〔旧姓：三隅（みすみ）〕
班長。あだ名：サンクマ（隅と隈が似ているため）。文芸部所属。真面目で頑張り屋、世話焼きタイプでクラス委員や生徒会の役員もこなし、教師の前では優等生で通っている。怖いもの知らずなところがあり、感性は美弥と少し似ている。
高校は都立の進学校に進学した。大学在学中に学生結婚して井上姓となったが、現在は夫の浮気が原因で離婚調停中（夫が離婚を拒んでいる）。子供はいない。神保町にあるS出版で宣伝部→JOY-JOYの編集部→文芸編集部に異動し、副編集長として働いている。後にシニア層向け雑誌「暮しと健康生活」編集部へ異動。理知的で独立心が強く、男を頼らない。男が嬉しがるような化粧や服装は意地でも選ばないタイプ。
秋芳 美弥（あきよし みや）
典型的な優等生だが圭子とはまた違うタイプ。いつも冷静で、人と自分は違うという雰囲気を出していたため、良く思っていないクラスメイトも多かったが、ナガチとは仲が良かった。父親がイギリス留学の経験があり教えてもらっていたため、小学校から英語が得意だった。
高校で軽音楽部に入り、部内オーディションで3年生が組んでいたバンドのボーカルになる。16歳の時、ライブハウスでセミプロバンドに誘われ、ベーシストの男と肉体関係を持ち、同棲・家出。18歳の時にインディーズバンドのボーカルとして話題になる。しかし足踏み状態が続き、何でもいいから自分にある才能を形にしたいと小説を書き始める。それがA文学賞の候補になり、それがきっかけでバンド活動がクローズアップされ、メジャーデビューを果たしてシングルヒットを数曲続けた。しかし妻子持ちの俳優と不倫騒動を起こしバンドは解散状態に。ソロで活動する傍ら、俳優との性生活を暴露した私小説を書き、ベストセラーとなる。その後も音楽と小説と性遍歴で話題になり続け、文学賞をいくつか獲ったがコカイン所持で逮捕され、執行猶予判決を受けた。
美弥のコカイン所持騒動と、リードギタリスト・AKIRA（本名：高木あきら）の脱退により事実上解散状態となっていた音楽事務所A&A所属のバンド「サイレント・ムーン」だったが、最近になってほとぼりがさめたので4年ぶりに新曲が出ることが決まっている。小説の方も、美弥の全作品の中でもっとも評価が高い「棘と罠」がM文学賞を獲り、映画化が決定した。美弥自身が主役をやることになっている。現在、事務所が貸りてくれている南青山のマンションに住んでいる。
河野 貴子（かわの たかこ）〔旧姓：御堂原（みどうはら）〕
あだな：おタカ。軟式テニス部所属。人並はずれた美貌の持ち主で、同性でも見とれてしまうほど美しい顔をしている。人なつこい、無垢な笑顔が魅力で誰からも好かれ、学校中ほとんどの生徒や教師たちから愛される存在。虫、爬虫類、オバケが嫌い（目で見て信じられて、綺麗で自分に危害を加えないものしか認めないため）。読書家で、アガサ・クリスティを愛読している。羅列している数字を記憶するのが得意。
バンビーナ・コンテストという美少女コンテストで優勝し、高校生の時に短い期間であるが、御堂貴子という名前でモデルをしていたことがある。短大の国文科を卒業し、現在は結婚し用賀に住む専業主婦。娘・華がいる。若さと美貌は保ち続け、35歳の今でも20代前半に見える。「世間体こそが人生のすべて」と公言しており、毎回の食事をデパートで買い、子供にはブランド服を着せるなど虚栄心の塊。主婦売春組織〈カトレア会〉（裏に暴力団の関与は無く、会員は現役モデルや元モデルの主婦で、買い手は50歳以下で年収1000万円以上のヤングエグゼクティブのみで会員の推薦がなければ会員になれない。）に在籍しており、会員からの人気も高い。夫が失業中だが、娘に最高の環境を与えたいという強い思いから、売春に走ってしまう。〈カトレア会〉は同じ会員とは一度しか会えない決まりだが、大林隆之とは夫の再就職の斡旋と引き換えに個人的に会う約束を了承した。
東萩 耕司（ひがしはぎ こうじ）
あだな：ハギコー。鉄道同好会所属。豊といつも一緒につるんで電車の話ばかりしていて、その仲の良さは女子達からホモではないかと噂される程。表裏がなく、誰に対しても飄々とした態度をとる。クラスの中〜下の成績でお調子者だが、困っている人間には優しいタイプ。中学を卒業した頃に両親は離婚している。弟と妹がいる。
高校卒業後、パン工場に就職。1年遅れで私立大学の二部・法科に進み、現在は警視庁の刑事。独身。世田谷主婦殺人事件の捜査班に入っており、被害者のメモを頼りに、美弥に事情聴取に訪れる。
鯖島 豊（さばしま ゆたか）
あだ名：サバ。鉄道同好会所属。耕司とは無二の親友。記憶力も成績も抜群に良く、入試偏差値が区内でもトップクラスの進学校に進学し、一浪して東大に入った。
現在、一流企業であるD電機に勤めている。入社3年で社長賞をとり、開発室のホープと呼ばれていたが、女性関係で味噌をつけたことをきっかけに社内の派閥争いに巻き込まれ、その犠牲者となって出世コースから外れた末に、出張が多い営業職に異動となった。近頃は自分の「稼ぐ能力」には限界があったと感じているが、その一方で実は新事業の立ち上げを考えている。恋愛結婚していたが一連の出来事が原因で去年離婚し、娘の養育費月5万と、妻に譲った分譲マンションのローン7万を払い続けている。自身はワンルームのマンションでぎりぎりの生活。ミステリ作家・柏木太郎のファン。
他人に対していつも冷静で、どこかさめていて、場合によっては冷たいと思えるような印象も与えてしまう。しかし本質的には血生臭いことや残虐なことが嫌いな、育ちのいいおとなしい男。
長門 悠樹（ながと ゆうき）
副班長。あだ名：ナガチ。ESS同好会＆バスケットボール部所属。中3ですでに身長が170cmを超えている。理数系が得意で飛行機のメカ等機械類が好き。器用。航空関係の高専進学を希望していたが、医師である父に反対され鯖島と同じ進学校に進学するも、3年の時に中退。それ以後は音信不通。サイパンへ渡航した榎と談笑している姿を観光客に写真に撮られる。
小野寺 冬葉（おのでら ふゆは）
音楽部所属（副部長）でフルートの上手さは学校中で有名。「アルルの女」をいつも練習していた。口数が少なくおとなしい性格で、自分の意見をはっきり口にしない。成績は中くらい。背は低い。
京都での修学旅行で班行動中、バスから忽然と姿を消し行方不明となる。

### 学校関係者
旭村 正隆（あさひむら まさたか）
実は学級崩壊寸前だった3年A組の担任教師。覇気が感じられず、いつもおどおどびくびくしている。20代後半。背はすらりと高くて長身、銀縁の眼鏡をかけていていくらか髪を長めに伸ばしている。一部の生徒を贔屓していたため、A組生徒からは嫌われていたが、顔立ちは女子が好むいわゆるジャニーズ系の少女漫画に出てくるインテリの優男風で、他のクラスの女子からは人気があった。
圭子たちが卒業してから数年後に世田谷の中学に転勤。その後も数度転勤し、その間に結婚。妻も小学校の教師。最後に勤めていたのは豊島区の中学で、鬱病を理由に自分から退職した。退職後2年間働かずに家にいたが、ある日突然失踪する。
毛利 佳奈子（もうり かなこ）
音楽の非常勤講師で音楽部の顧問。音楽の才能を持った子を探して育てることに熱心で、冬葉の才能にもいち早く気づいていた。30代。美人だがヒステリックな面がある。独身だったが、実は旭村と付き合っていた。
40歳になるまで音楽教師を続け、その後は厚木市に小さな家を建てて自宅の一部をピアノ教室にしている。現在も独身。

### 世田谷主婦絞殺事件関係者
東萩耕司が担当している事件。
中谷戸 秀美（なかやど ひでみ）
世田谷区太子堂に住む専業主婦。30歳。子供無し。夫・弘士は品川の食料品メーカーに勤めるサラリーマン。世田谷区代沢3丁目の路上で首を絞められて殺されているのが発見された。榎一之と愛人関係にあった。髪全体を淡い赤色に染めるのを好んでいた。
榎 一之（えのき かずゆき）
中谷戸秀美の愛人。4年前、美弥にコカインを渡した容疑で逮捕されたが、不起訴となった過去がある。会社「MAIBE（マイベ）ミュージック」創設者で金持ち。美弥とは3度程肉体関係を持った。現在、サイパンで行方不明になっている。
高村 玲子（たかむら れいこ）
中谷戸秀美が通っていた「東京アカデミア」プロライター養成講座の専任講師。元々は女性雑誌のライターで、最近はテレビのワイドショーでコメンテーターも務めている。主婦売春のルポで一躍有名になった。年増だが、美女。目も鼻も口も日本人らしくなく大きく、バタくさい顔をしている。眉が濃く、意志が強そう。賢吾（けんご）という自衛隊上がりの弟がいる。

### その他
三隅圭子の関係者
圭子の夫
作家の高槻えみと愛人関係にあり、彼女と同棲している。圭子からの離婚協議に応じず、文芸エージェントとして独立するため、圭子に部署の異動を離婚の条件として求める。
大根占 朱美（おおねうら あけみ）
S出版で圭子と一緒に働いている編集者。あだな：ダイちゃん。入社して丸5年。いつも能天気で、語尾を子供っぽく伸ばすクセがある。珠洲の原稿を編集部内で紛失する。
珠洲 京谷（じゅす きょうや）
朱美が担当する作家。生原稿を編集者に手渡すタイプ。編集部内で朱美が紛失した原稿が、低レベルだなどと書かれた圭子の署名付きの手紙と共に送り返され、激怒する。
柏木 太郎（かしわぎ たろう）
本名：柏木俊一。現在圭子が付き合っている相手。圭子が離婚調停に入ってから肉体関係を持ち始めた。ミステリ作家で、「紺色の朝」「死と共に眠る」「さよならは最初の挨拶」などの著書がある。新本格系推理作家の中では異端に分類される。大学院を出てから企業で2ヵ月働いたこともあるが続かず、25歳から30歳まではフリーターをしていた。現在33歳。離婚歴あり。
高槻 江美（たかつき えみ）
圭子の夫の愛人で、夫と一緒に麻布の豪華マンションで暮らしている。恋愛小説の女王で業界随一の売れっ子で、長者番付の常連。筆名：高槻えみ。美人だが、大きな口を開けて豪快に笑う天真爛漫系。
村瀬 陽子（むらせ ようこ）
「暮しと健康生活」編集長。元看護師で、前編集長にスカウトされて中途採用された。
高田（たかだ）
「暮しと健康生活」副編集長。週刊誌から異動してきたやり手だが扱いにくく厄介と評判の男性。
秋芳美弥の関係者
友紀哉（ゆきや）
美弥よりひとまわり年下の恋人。スタジオミュージシャン。穏やかで人がいい。
久我 恭子（くが きょうこ）
美弥のマネージャー。コカイン騒動後に事務所がつけたお目付け役。これまでも問題児と呼ばれたプッツン系タレントを管理してきたことで有名。タレントにもずけずけとものを言い、うるさい母親のように叱って指図をして面倒を見、誰もが見放したようなダメな人間を見事に甦らせてきた。自身も10代の頃にアイドル歌手の卵としてデビューしたが鳴かず飛ばずで女優に転身。テレビ局のプロデューサーと恋愛結婚をして芸能界を引退した過去がある。30代になってから芸能事務所でマネージャー業をはじめ、今では名マネージャーとしていくつもの芸能事務所から引く手あまたの状態。実は美人で笑顔が可愛らしい。
佐原 研二（さはら けんじ）
美弥の「アビニヨンの橋の下で」という小説が映画化された時、主人公・葉崎亮介（はざき りょうすけ）役を演じた俳優。ドイツで開かれた映画祭で最優秀男優賞を受賞するも、飲食店経営が軌道に乗ったため（東証二部上場）、現在俳優業は引退同然で実業家として生きている。年収1億円以上。独身。1953年生まれで、50歳手前。青森県出身。白髪混じりの髪を長く伸ばし、後ろでまとめている。美弥と同じマンションの702号室に住んでいる。美弥の小説のファンだといい、何かと美弥に話しかけてくる。
妻木田 啓介（つまきだ けいすけ）
薄汚れて膝が破けたジーンズ、色があせて首まわりがよれたTシャツ、フケがふわふわと飛ぶなど身なりに無頓着だが実はミュージシャンの長者番付に名前が出るほど稼いでいる天才ギタリスト兼作曲家。14歳でデビューして以後、作曲家としてはミリオンセラーを何作も出し、ギタリストとしても海外のミュージシャンからアルバム創りに声がかかるなど、才能を遺憾なく発揮している。妻はアイドルタレントの瑞樹マリ。美弥とはデビューがほぼ同時期で、アルバムで何度か仕事をしたり、ツアーについてもらったりしたことがある、昔からの友達のような関係。実は榎一之の従弟で、一之に音楽の才能を見出されてデビューできた。自閉症。
御堂原貴子の関係者
河野 祐也（かわの ゆうや）
貴子の夫。37歳、AB型。年収800万円程あったが、業績不振を理由にあっさり解雇され、現在職探し中。凡庸という形容詞がぴったり似合うごくごく普通の男。太っているわけではないが、額もかなり後退し、いかにも中年といった体型。生真面目で嘘がつけない男。住宅ローンや世間体を第一に考える妻に逆らえない。IT関係の会社にヘッドハンティングされるが、それが妻の売春相手による斡旋だとは知る由もない。

河野 華（かわの はな）
貴子の娘。私立の小学校に通っている。
大林 隆之（おおばやし たかゆき）
コンピュータ関係の大手メーカーの専務取締役。38歳。学生時代にはじめたパソコンソフトのベンチャービジネスが当たり、今ではIT産業界をリードする人間のひとり。資産総額は数十億円ともいわれている。〈カトレア会〉の会員で、会の規則を破って、貴子の夫の再就職と引き換えに個人的に関係を持つ。妻と子供あり。貴子と会っていた高級ホテルで遺体で見つかる。
川原 恵理（かわはら えり）
女子大生の時、同じモデルクラブに所属していた貴子と同い年の女。芸能活動経験のある貴子に積極的にコンタクトをとってきていた。女優志望だったが、仕事を通じて知り合ったアパレルメーカーの若い重役・川原圭一に見初められて、結局芸能界には入らずに大学卒業と同時に結婚、すぐに男の子を産んだ。しかし圭一が一方的に貴子を好きになり、離婚を切り出したうえに子供を道連れに無理心中したため、貴子を恨んでいる。
川原 圭一（かわはら けいいち）
恵理の夫。妻の友人として自宅を訪れていた貴子のことを好きになってしまい、やがて妄想が激しくなり、妻に離婚を求めて罵り合い、焼身自殺した。息子も一酸化炭素中毒で死亡した。
西園寺 美奈（さいおんじ みな）
〈カトレア会〉の主宰者。かつて芸能界にいたことがあるらしい。
鯖島豊の関係者
桑野 留美（くわの るみ）
豊の元カノ。巨乳と細いウエストで、男を興奮させる為に生まれついたような姿形をしているが、貞操観念が無く、善悪を判断する基準すら曖昧。合成麻薬MDMAを愛用している。豊が妻と離婚後に半年付き合い、金やプレゼントもかなり貢いだが、男と見境なく寝る事を知って辟易した豊から別れを切り出した。しかし「別れたくない」と今も豊に付きまとい続けている。
里美（さとみ）
豊の元妻。賢さが美点となっている涼しげで利発そうな顔立ちをしている。父親と豊の上司が知り合いで、豊と見合い結婚をした。豊曰く、「計算高い女」。
小野寺冬葉の関係者
田端 裕子（たばた ゆうこ）
冬葉の母親。冬葉がいなくなって3年後に離婚し、12年前に再婚して名前が変わっている。現在、町田市鶴間に住んでいる。絵菜という娘（再婚相手の連れ子）がいる。
その他
ナオミ
ジャズ・フルートの奏者。フィリピン出身、アメリカ国籍。日本語ができないため、いつも通訳をしてくれる佐伯と一緒にいる。
佐伯 茉莉（さえき まり）
ナオミと同じニューヨークの音楽学院で木管を勉強しフルートを吹いていたが、自分にはナオミほどの才能が無いとわかると、ナオミがプロデビューした時から通訳などマネージャーのようなことをやっている。両親は日本人だが、ジュニアハイスクール時代に事故死したため天涯孤独。事故後は両親の親友だったアメリカ人の家庭に引き取られた。ナオミとはレズビアンと噂される程仲が良い。
田丸 信一（たまる しんいち）
ニューヨークのエージェント。日本人スタッフ。ナオミの窓口として働いている。

## テレビドラマ
『激流〜私を憶えていますか?〜』（げきりゅう〜わたしをおぼえていますか？〜）というタイトルで2013年6月25日から8月13日まで、NHKのドラマ10で放送されていた日本のテレビドラマ。全8回。主演は田中麗奈。キャッチコピーは「青春の入口で私たちは何を失ったのだろう…」。

### キャスト

#### 主要人物
藤ヶ浦中学校のクラスメイト
三隅（井上） 圭子（みすみ（いのうえ） けいこ）〈35〉
演 - 田中麗奈（中学生時代：森高愛）
神田出版社文芸編集部編集者。京都行の新幹線で、偶然に中学の同級生・鯖島豊の隣の席に座り、中学卒業以来20年振りに再会する。夫・雅彦とは離婚調停中だが、夫が裁判所に出廷せず逃げているため、なかなか離婚が成立しない。珠洲の原稿紛失事件で責任を取らされ、健康雑誌編集部「暮らしと健康生活」への異動の内示が下る。
東萩 耕司（ひがしはぎ こうじ）〈35〉
演 - 桐谷健太（中学生時代：六車勇登）
警視庁刑事部捜査第一課 巡査部長。中谷戸秀美殺人事件の関係者に中学時代の同級生・秋芳美弥の名前が浮上する。
御堂原（河野） 貴子（みどうはら（かわの） たかこ）〈35〉
演 - 国仲涼子（中学生時代：広瀬すず）
専業主婦。高級コールガール。源氏名は「さやか」。娘は有名私立・聖葉女子学院に通い、夫は失業し職を探している。
長門 悠樹（ながと ゆうき）
声 - 井上剛（中学生時代：石橋樹）
現在はフィリピンマニラに暮らし、ライブイベントなどのコーディネーター業で生計を立てている。
秋芳 美弥（あきよし みや）〈35〉
演 - ともさかりえ（中学生時代：南乃彩希）
小説家兼「Silent Moon」ヴォーカル。「棘と罠」という作品であすか文学賞を受賞。麻薬及び向精神薬取締法違反で逮捕された過去がある。
鯖島 豊（さばしま ゆたか）〈35〉
演 - 山本耕史（中学生時代：宮近海斗）
千代田銀行世田谷支店案内係。東京大学卒業。別れた妻と息子は神戸に暮らし、子供に会うために京都行の新幹線を利用しているとき、車内で偶然中学校の同級生の三隅圭子と再会する。
小野寺 冬葉（おのでら ふゆは）〈当時15〉
演 - 刈谷友衣子
20年前の中学時代、京都へ修学旅行に来ていたとき、上記の6名と一緒に班行動で京都観光をしていた路線バスの車内で忽然と姿を消す。そして20年後、冬葉の名において何かを思いだしたように圭子・貴子・美弥宛に「私を憶えていますか？」と書かれた文面でメールが届く。そして、2通目は美弥宛に「なぜ探してくれないの？」、3通目は貴子宛に「あなたのことを見ている」とそれぞれにメールが送られて来ている。中学時代、フルートが得意で「アルルの女」という曲を学校の屋上で吹いていた。

#### 主要人物の家族
井上 雅彦（いのうえ まさひこ）
演 - 山口馬木也
圭子の夫。作家の高槻江美（演：仲村春美）と愛人関係に発展し、妻と暮らしていた家を出ていく。
河野 華（かわの はな）
演 - 小林星蘭
貴子・祐也の娘。
河野 祐也（かわの ゆうや）
演 - 二階堂智
貴子の夫。娘の学費や住宅ローンの支払いを考えると、現状の生活基準に合った仕事がなかなか見つけられないと妻に説明している。
秋芳 研二（あきよし けんじ）
演 - 高橋一生
美弥の弟。
里美（さとみ）
演 - 須藤理彩
隆一（りゅういち）
演 - 佐藤瑠生亮
上記2名は鯖島の元妻と息子。
鯖島 美和子（さばしま みわこ）
演 - 泉晶子
鯖島の母。
小野寺 裕子（おのでら ゆうこ）〈37 - 57〉
演 - 田中美佐子
冬葉の母親。

#### 藤ヶ浦中学校
三浦 はるか（みうら はるか）
演 - 阿久津香
野々村 佳奈（ののむら かな）
演 - 諸江雪乃
沼田 竜一（ぬまた りゅういち）
演 - 吉田翔
森 正太朗（もり しょうたろう）
演 - 田中碧海
塚田 久志（つかだ ひさし）
演 - 沖竜之介
上記5名は三隅たちの藤ヶ浦中学時代のクラスメイト。
旭村 正隆（あさひむら まさたか）〈35 - 55〉
演 - 武田真治
元藤ヶ浦中学校教師で三隅たちの担任だったが、冬葉失踪後に他校へ転任。現在は鬱病を患い、療養所に入所している。
毛利 佳奈子（もうり かなこ）〈35 - 55〉
演 - 賀来千香子
藤ヶ浦中学校音楽教師。20年振りに藤ヶ浦の町に帰ってくる。

#### 代沢三丁目主婦殺人事件の関係者
中谷戸 秀美（なかやど ひでみ）
演 - 前野千代子（写真）
殺人事件の被害者。夫・弘士は食品メーカーに勤めるサラリーマン。榎が講師を務めるライター講座を受講していた。　
榎 一之（えのき かずゆき）
演 - 金子昇（写真）
音楽プロデューサー。秀美の愛人。殺人事件の重要参考人だが現在は行方不明。
岩井 修二（いわい しゅうじ）
演 - 鈴之助
逆井（さかい）
演 - 川口覚
警視庁世田谷南警察署刑事課強行犯係刑事。
相川（あいかわ）
演 - 伊藤正之
警部補。
佐分利 新一（さぶり しんいち）
演 - 日野陽仁
警視庁世田谷南警察署刑事課強行犯係 警部補。

#### 圭子の関係者
伊東 史生（いとう ふみお）
演 - 肥野竜也
入来 香苗（いりき かなえ）
演 - 大村彩子
上記2名は圭子の同僚編集者。
珠洲 京谷（じゅす きょうや）
演 - 高畑淳子
京都に暮らす小説家。編集担当者の圭子に渡した原稿がダメ出しが書かれた手紙と共にいきなり自宅へ送りつけられて、憤慨する。
高田（たかだ）
演 - 森本レオ
「暮らしと健康生活」編集長。圭子の上司。

#### 貴子の関係者
中村 ユイ（なかむら ユイ）
演 - 前城心
華が通う聖葉女子学院のクラスメイト。
川原 ユキ（かわはら ユキ）
演 - 石井心愛
華の幼稚園時代の友達。入学試験を受けた小学校全てが不合格となり、受験に失敗する。
川原 恵理（かわはら えり）
演 - 中島亜梨沙
ユキの母親。娘が華と同じ幼稚園に通っていた頃に貴子と仲良くしていたママ友達。
大林 隆之（おおばやし たかゆき）
演 - カンニング竹山
ワールドテクノカンパニー経営者。貴子を指名する「カトレア会」の上客。1か月100万円で愛人契約を結ばないかと貴子に打診する。

#### その他
久我 恭子（くが きょうこ）
演 - 根岸季衣
美弥の担当マネージャー。
桑野 留美（くわの るみ）
演 - 佐津川愛美
鯖島の元愛人。鯖島の家庭を壊し、別れた後も彼を執拗に付きまとう。
佐伯 茉莉（さえき まり）
演 - 吉田羊
長門の知り合い。ナオミの通訳兼付き人。ニューヨーク在住。
友紀哉（ゆきや）
演 - 渡辺光
美弥の恋人。ミュージシャン。
桜庭（さくらば）
演 - 長野里美
外科医。三隅の知人。

### スタッフ
- 脚本 - 吉田紀子
- 音楽 - 千住明
- 演出 - 佐々木章光、山内宗信、村上牧人
- 主題歌 - GLAY「DARK RIVER」[5]（loversoul music & associates）
- 挿入歌 - GLAY「時計」[5]（loversoul music & associates）
- 題字 - 木下真理子
- 警察指導 - 吉川祐二
- 医療指導 - 冨名腰文人
- ギター指導 - 椎谷求
- 声楽指導 - 松尾奏子
- ピアノ指導 - 宮津まり子
- フルート指導 - 塚原ゆか
- 撮影協力 - 千葉県フィルムコミッション、富津市、君津市、調布市、天羽中学校
- 制作統括 - 銭谷雅義、黒沢淳、菅原浩
- 制作著作 - NHK、テレパック

### 放送日程
| 各話   | 放送日  | サブタイトル         | 演出       |
| ------ | ------- | -------------------- | ---------- |
| 第1回  | 6月25日 | 過去からのEメール    | 佐々木章光 |
| 第2回  | 7月02日 | 時計は動き出す       | 佐々木章光 |
| 第3回  | 7月09日 | 転げ落ちる石のように | 山内宗信   |
| 第4回  | 7月16日 | 忍び寄る黒い影       | 山内宗信   |
| 第5回  | 7月23日 | 見えない悪意         | 村上牧人   |
| 第6回  | 7月30日 | 真実への光明         | 山内宗信   |
| 第7回  | 8月06日 | 悪女の告白           | 村上牧人   |
| 最終回 | 8月13日 | 友への誓い           | 佐々木章光 |